# Triptila ibarrai
Triptila ibarrai là một loài bướm đêm trong họ Geometridae.